# Jan Ewangelista

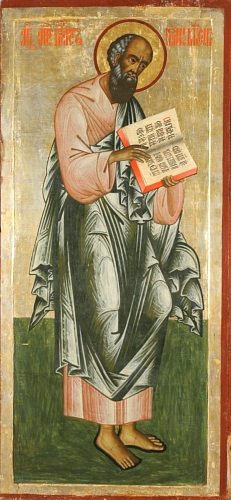
Prawosławna ikona ze św. Janem.

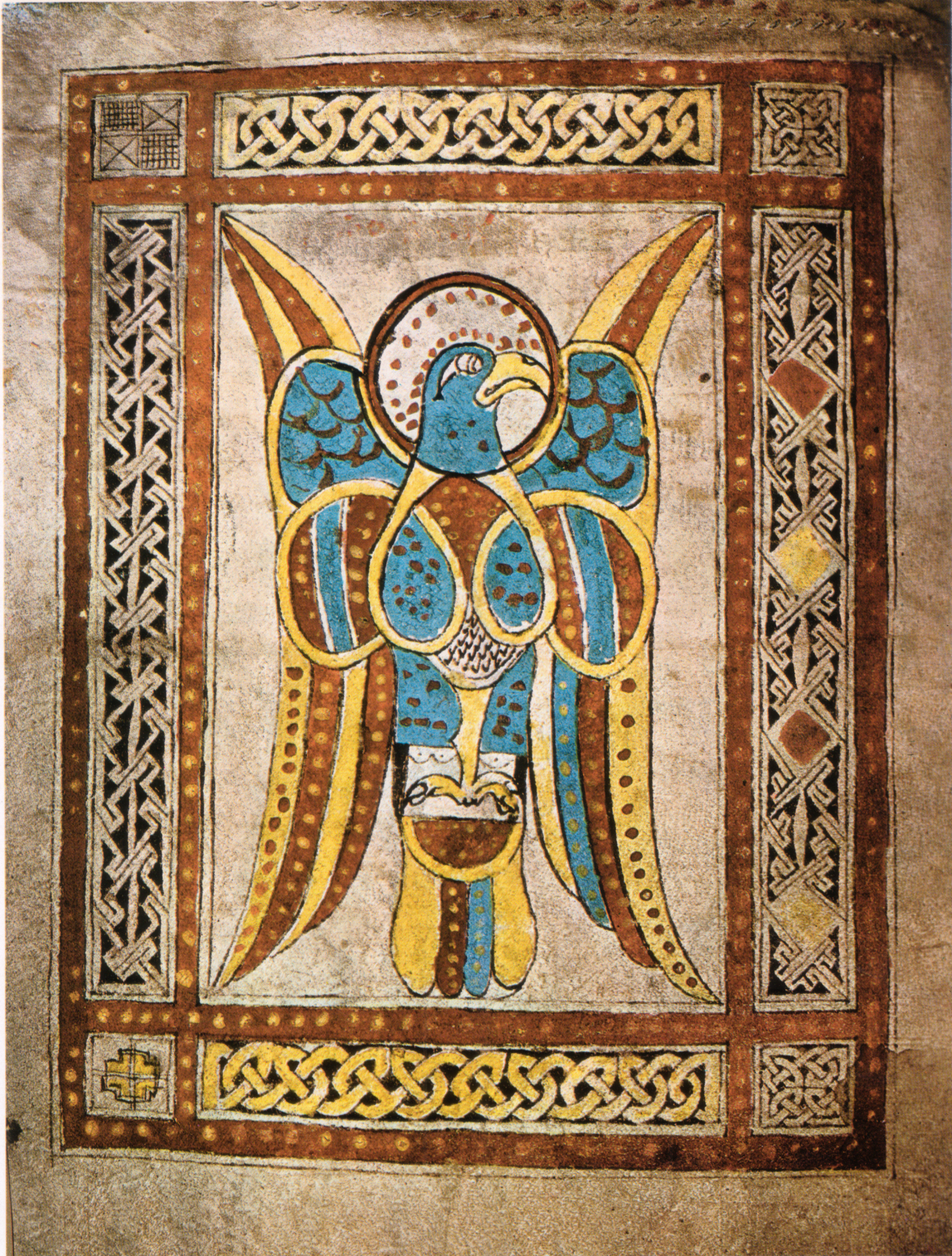
Orzeł – symbol św. Jana, iluminacja z Księgi Dimmy, irlandzkiego ewangeliarza z VIII wieku.

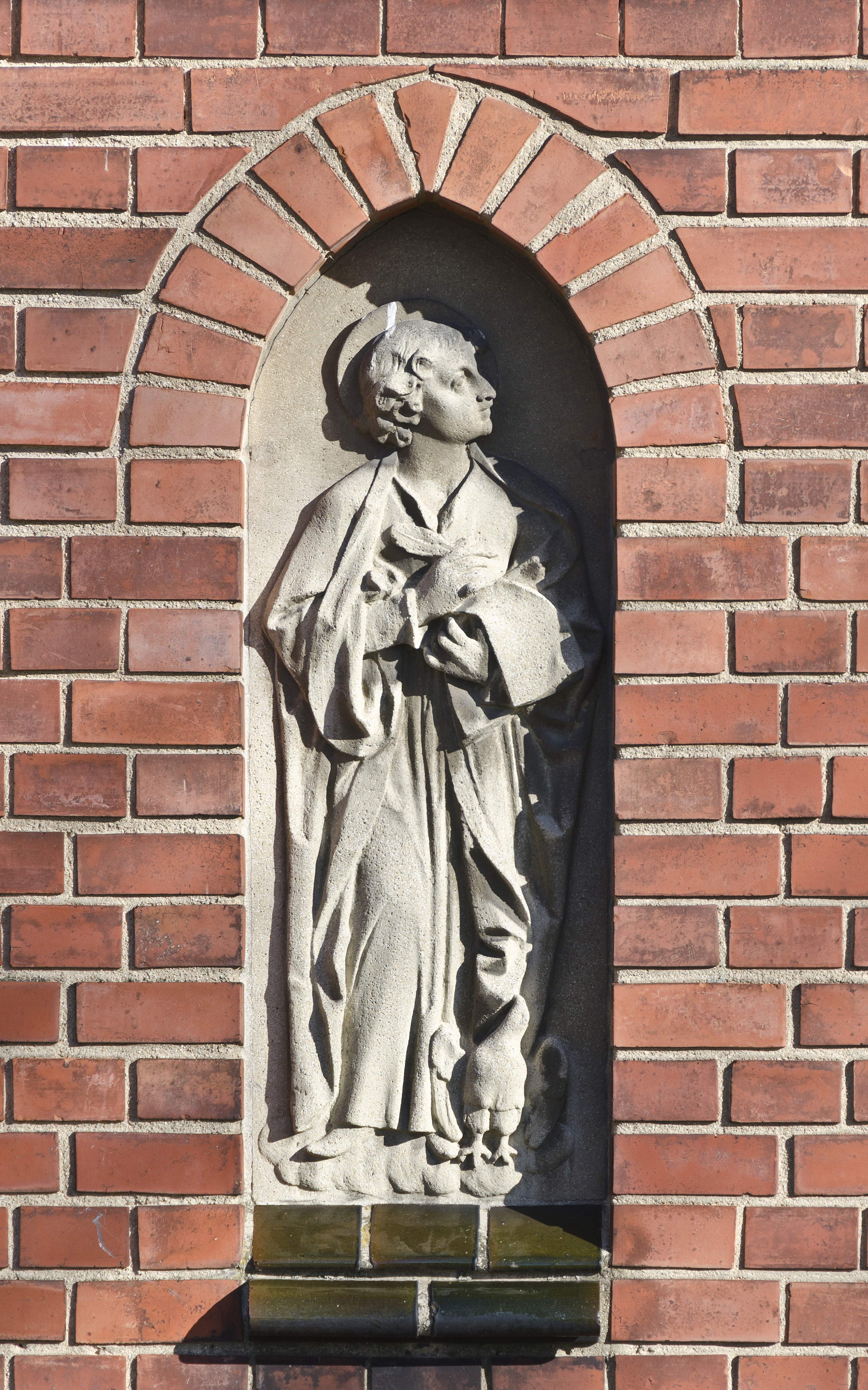
Wizerunek św. Jana na kościele w Jaszkowej Dolnej

Jan Ewangelista, Jan Apostoł, Jan Teolog, grec. Ιωάννης, cs. Apostoł i ewangielist Ioann Bogosłow (zm. ok. 100 r. w Efezie) – jeden z dwunastu apostołów Jezusa Chrystusa, syn Zebedeusza i Salome, brat Jakuba Większego (Starszego) Apostoła. Według starodawnej tradycji chrześcijańskiej stał za napisaniem Ewangelii i Apokalipsy św. Jana oraz 3 listów w Nowym Testamencie, choć według współczesnej egzegezy ostatecznej redakcji mogli dokonać już jego uczniowie. Święty Kościołów katolickiego, anglikańskiego, ewangelickiego, ormiańskiego, koptyjskiego i prawosławnego. Wymieniany jest w Modlitwie Eucharystycznej (Communicantes) Kanonu rzymskiego.

## Życie i postać Jana

### W świetle Ewangelii
Pochodził z Galilei, prawdopodobnie z Betsaidy. Był synem Zebedeusza i Salome i młodszym bratem Jakuba. W chwili powołania przez Jezusa pomagał ojcu w rybactwie nad Jeziorem Galilejskim (Genezaret, Kinneret). Powołany został wraz ze swym bratem Jakubem oraz z Piotrem i Andrzejem. 
Jan Apostoł był najpierw uczniem św. Jana Chrzciciela. Za radą mistrza został uczniem Jezusa: 

Nazajutrz Jan (Chrzciciel) znowu stał w tym miejscu wraz z dwoma swoimi uczniami i gdy zobaczył przechodzącego Jezusa, rzekł: Oto Baranek Boży. Dwaj uczniowie usłyszeli, jak mówił, i poszli za Jezusem. Jezus zaś odwróciwszy się i ujrzawszy, że oni idą za Nim, rzekł do nich: Czego szukacie? Oni odpowiedzieli do Niego: Rabbi! – to znaczy Nauczycielu – gdzie mieszkasz? Odpowiedział im Chodźcie, a zobaczycie. Poszli więc i zobaczyli, gdzie mieszka, i od tego dnia pozostali u Niego. Było to około godziny dziesiątej”.

Uważany jest za najmłodszego z apostołów i umiłowanego ucznia Jezusa. Należał do trzech wybranych uczniów, których Jezus zabierał ze sobą w szczególnych momentach swej misji. W ten sposób Jan stał się świadkiem wskrzeszenia córki Jaira, tajemnicy przemienienia na Górze Tabor i zmagań Jezusa w Ogrodzie Getsemani.
Jan otrzymał przydomek „syna gromu”. W spisie apostołów św. Marek wyjaśnił, że Jan i Jakub byli nazywani „Boanerges” – czyli synami gromu. Jan razem z Jakubem zasugerowali Jezusowi zesłanie ognia na niegościnnych Samarytan (Łk 9,51-56). Jan sprzeciwił się temu, by ktoś, kto nie należy do grona jego uczniów egzorcyzmował demony w imię Jezusa. Otrzymał od Jezusa odpowiedź: „Nie zabraniajcie mu, bo nikt, kto czyni cuda w imię Moje, nie będzie mógł zaraz źle mówić o Mnie. Kto bowiem nie jest przeciwko nam, ten jest z nami”. Matka Jana prosiła Jezusa, jako Mesjasza, by jej dwaj synowie, Jakub i Jan, zajmowali w Królestwie Bożym najwyższe miejsca przy Nim (Mt 20, 20-23).
Gdy pewnego dnia Jezus przepowiedział zburzenie Świątyni jerozolimskiej, Piotr, Jakub, Andrzej oraz Jan zapytali o okoliczności, w których to miało nastąpić:

Pytali Go na osobności Piotr, Jakub, Jan i Andrzej: «Powiedz nam, kiedy to nastąpi? I jaki będzie znak, gdy to wszystko zacznie się spełniać?».

Ewangelia Łukasza ukazuje szczególną więź Jana z Piotrem. Im dwóm powierzył Jezus przygotowanie ostatniej Paschy. Według tradycji to właśnie Jan był tym, który w jej trakcie spoczywał na piersi Mistrza i był ponaglony przez Piotra, by zapytać o to, kim jest zdrajca (J 13,23-25). Po zmartwychwstaniu Jan z Piotrem poszli razem do grobu (J 20,1-10). Jan był też świadkiem uzdrowienia przez Piotra paralityka (Dz 3,3-8). 

### W świetle świadectw Ojców Kościoła
Tertulian (ok. 160–240 r.) w Opisie Heretyków (De praescriptione hereticorum) przekazuje tradycję o zesłaniu Jana. Mówił, że Jan został zesłany (przypuszczalnie na Patmos) po tym jak zanurzono go we wrzącym oleju i jak nic z tego powodu nie ucierpiał.
Uczniem Jana był Polikarp, który później został biskupem Smyrny.
Są dwie antyczne tradycje dotyczące śmierci Jana. Pierwsza mówi, że Jan jako jedyny z dwunastu apostołów zmarł śmiercią naturalną w późnej starości w Efezie na początku panowania cesarza Trajana. Według innej tradycji Jan, podobnie jak inni Apostołowie, zmarł jako męczennik. Ostateczna redakcja Pism Janowych byłaby wtedy dziełem jego uczniów. 
Grób Jana prawdopodobnie znajdował się na wzgórzu Ayasoluk w miasteczku Selçuk w okolicach Efezu. W miejscu tym w VI w. wzniesiono okazałą bazylikę św. Jana (obecnie w ruinie).
Augustyn z Hippony (354–430 r.) na początku swego komentarza do Ewangelii Janowej ukazuje znaczenie św. Jana dla wiary chrześcijan odwołując się do Psalmu 72(71),3:

Niech góry przyniosą ludowi pokój, a wzgórza – sprawiedliwość!

Augustyn widział w górach symbol osób duchowych o wzniosłym poznaniu Boga, „dusze większe”. Wzgórza zaś oznaczają osoby bardziej zmysłowe, „dusze mniejsze” – gdyż im trudniej jest przeniknąć tajemnice Boże (por. 1 Kor 2, 14). Jan był właśnie jednym z tych, którzy poprzez swoje wzniosłe poznanie tajemnic wiary w pierwotnym Kościele byli jak góry. Apostoł, którego nauczanie zawiera Ewangelia, otrzymał od Boga Mądrość, która niesie pokój. Augustyn podkreślał, że Jan w swym przekazie wiary dającej sprawiedliwość (por. Rz 1,17; Ha 2,4) otrzymał i zachowywał pokój, czyli jedność z innymi nauczającymi w Kościele. W ten sposób Augustyn przestrzegał przed podziałami i herezjami:

„Nie otrzymują bowiem dusze mniejsze wiary, jeśli dusze większe, które nazwane są górami, nie zostaną pouczone przez samą Mądrość, by móc przekazać maluczkim to, co maluczcy mogą pojąć. I wzgórza /mogą/ żyć z wiary, ponieważ góry otrzymują pokój. Od tych gór słyszy Kościół: pokój z wami! I same góry zwiastując pokój Kościołowi nie dzielą się przeciwko temu, od kogo otrzymują pokój – aby prawdziwie, niefikcyjnie zwiastować pokój (Homilie na Ewangelię św. Jana 1.2)

## Autorstwo pism Janowych
Pierwsze bezpośrednie świadectwo Janowi Apostołowi jako temu, który stał za wydaniem Ewangelii św. Jana dał Ireneusz z Lyonu. Biskup Lyonu w 180 r. mówił, że Apostoł, który spoczywał na piersi Mistrza wydał Ewangelię w czasie swego pobytu w Efezie. Stara, prawie niepodważana tradycja chrześcijańska, zarówno w kościołach wschodnich, jak i zachodnich, przypisywała Apostołowi Janowi autorstwo Ewangelii Jana, Objawienia św. Jana (Apokalipsy) i trzech listów. Współczesna egzegeza ukazuje różne warstwy redakcyjne tekstu, świadczące, że są one owocem pracy kilku osób. Na ogół nie podważa się tego, że wszyscy działali w szkole św. Jana. Czasem wyróżnia się trzech Janów: Jan Ewangelista, Jan z Patmos (Jan Apokaliptyk) i Jan Prezbiter.

## Kult
Kult św. Jana Apostoła należał zawsze do eksponowanych wśród świętych Pańskich. Jedną ze świątyń wystawiono mu w Rzymie. Jest nią bazylika na Lateranie pw. św. Jana Chrzciciela i św. Jana Apostoła.
Do św. Jana Apostoła miały szczególne nabożeństwo św. Gertruda i św. Małgorzata Alacoque. Szczególnym nabożeństwem do św. Jana Apostoła wyróżniali się kiedyś Krzyżacy. Wystawili oni szereg kościołów ku jego czci znajdujących się obecnie na terenach Pomorza, Warmii i Mazur.
Na obecnym obszarze Polski na pierwsze miejsce wysuwa się kościół w Kwidzynie z wieku XIV, w cieniu którego bł. Dorota z Mątowów spędziła ostatnie lata swojego życia i gdzie zmarła jako rekluza. Symbole św. Jana figurują w herbach miast Biskupic, Lipinek oraz Wrocławia.

## Patronat
Św. Jan jest patronem Albanii i Azji Mniejszej, aptekarzy, Zalewa, bednarzy, dziewic oraz zawodów związanych z pisaniem i przepisywaniem: introligatorów, kopistów, kreślarzy, litografów, papierników, pisarzy, oraz: owczarzy, płatnerzy, skrybów, ślusarzy, teologów, uprawiających winorośl oraz wdów.

## Dzień obchodów
Święto liturgiczne w Kościołach katolickim, anglikańskim i ewangelickim, obchodzone jest 27 grudnia. W Kościołach mariawickich ten dzień obchodzony jest wyjątkowo uroczyście, kapłan poświęca wino, które rozdawane jest wiernym jako lekarstwo. Dodatkowo niektóre Kościoły starokatolickie (w tym mariawici) 6 maja wspominają św. Jana w oleju.
Cerkiew prawosławna wspomina apostoła Jana Teologa trzykrotnie:
- 8/21 maja[12], tj. 21 maja według kalendarza gregoriańskiego,
- 26 września/9 października, tj. 9 października (rocznica śmierci),
- 30 czerwca/13 lipca, tj. 13 lipca (Sobór dwunastu apostołów).

Kościoły Wschodu, z uwagi na liturgię według kalendarza juliańskiego, wspominają wielokrotnie św. Jana, m.in.:
- Kościół ormiański:
  - 9/22 kwietnia, tj. 22 kwietnia,
  - 7/20 lipca, tj. 20 lipca,
  - 20 października/2 listopada, tj. 2 listopada,
  - 25 grudnia/7 stycznia i 29 grudnia/11 stycznia, tj. 7 i 11 stycznia;
- Kościół koptyjski:
  - 11 maja
  - 30 grudnia odpowiednio do kalendarza gregoriańskiego.

## Ikonografia
W ikonografii Zachodu św. Jan przedstawiany jest jako stary Apostoł, czasami jako młodzieniec w tunice i płaszczu, rzadko jako rybak. Najczęściej występuje w scenach będących ilustracjami tekstów Pisma świętego.
Od X wieku ikonografia wschodnia umieszcza obok niego pisarza i diakona pierwszej gminy św. Prochora, któremu apostoł na wyspie Patmos dyktuje „Objawienie”. Często na tym przedstawieniu występuje też anioł przynoszący Janowi pokarm.
Atrybuty
Atrybutem św. Jana jest m.in. orzeł. Symbol ten nawiązuje do wizji proroka Ezechiela (Ez 1), do której nawiązuje również Apokalipsa św. Jana. Przypisano mu go podobno z powodu wyżyny, na jaką się wzniósł tworząc pierwszy rozdział Ewangelii Jana.
Pozostałe atrybuty: diakon Prochor, gołębica, kielich z Hostią, kielich zatrutego wina z wężem.

## Apokryfy
Do postaci Jana Ewangelisty nawiązują liczna apokryfy, m.in.
- Dzieje Jana z II w.
- Dzieje Jana w Rzymie z V w.
- Dzieje Jana (Pseudo-Prochor) z V-VII w.
- 1 Apokalipsa Jana Teologa z VI-VII w.

## Relikwie
Relikwiarz ze szczątkami świętego Jana znajduje się od 2009 roku w Warszawie, w kościele środowisk twórczych na placu Teatralnym.